# QSRP
QSRP S.A. (Quick Service Restaurant Platform) est une entreprise belge spécialisée dans les chaînes de restauration rapide fondée en 2020 et dirigée par Alessandro Preda. Filiale du fonds d'investissement belgo-suisse Kharis Capital fondé par Daniel Grossmann et Manuel Roumain.
QSRP est propriétaire des établissements Quick et Burger King de Belgique et du Luxembourg, de la chaîne Nordsee en Autriche et Allemagne, est actionnaire majoritaire des établissements O'Tacos depuis 2018 et est fondatrice en 2021 des établissements belges Chick&Cheez.
En 2022, QSRP opère dans plus de 1000 établissements répartis en Allemagne, Autriche, Belgique, France, Italie, Pologne et Suisse.

## Activités et acquisitions
Liste des principales activités et acquisitions du groupe QSRP et QSR Belgium, ainsi que leur évolution.

### Quick & Burger King (depuis 2016)
QSR Belgium annonce en 2016 le rachat des établissements Quick situés en Belgique et Luxembourg au Groupe Bertrand,. Un rachat finalisé en septembre pour développer la marque Burger King en Belgique et Luxembourg en remplacement de certaines enseignes Quick, ces deux chaines regroupées sous le nom de société « Burger Brands Belgium ». Il fut mis en plan également de relancer les activités des restaurants Quick restants, entre autres en se concentrant sur ses produits phares.
En septembre 2016, QSR Belgium ouvre un nouveau restaurant Quick à Gembloux ainsi qu'une campagne exclusive à la Belgique-Luxembourg avec comme slogan : « Ton Quick, ton Goût ».
Le 28 juin 2017 à 11h ouvre le premier Burger King belge, à la place d'un Quick, à Anvers sur le site du Kinepolis. Deux mois plus tard, le 4 juillet, ouvre le premier établissement de Wallonie, à Charleroi dans le centre commercial Rive Gauche.
En décembre 2017, Burger King compte un restaurant au Luxembourg et six en Belgique : un à Anvers, un à Charleroi, un à Namur, un à Auderghem en région bruxelloise, un à Bruges et un à Liège.
En 2019, Burger King ouvre ses portes à Verviers.
En 2021, durant la Pandémie de Covid-19, un Burger King ouvre ses portes à Tournai.
En août 2022, Burger King possède 46 établissements en Belgique dont 5 en Région de Bruxelles-Capitale.
Ils possèdent également la licence Burger King en Pologne et Italie qu'ils possèdent depuis novembre 2014.

### O'Tacos (depuis 2018)
En mai 2018, QSR Belgium prend le contrôle de la chaîne de restauration rapide spécialisée dans le tacos. dans le but de s'adresser aux plus jeunes et de lancer la marque à l'international.

### Nordsee (depuis 2018)
En rachetant les chaînes de restaurants allemandes Nordsee et Go! Fish en octobre 2018, peu après O'Tacos. Kharis Capital se veut en phase de devenir le leader européen de la restauration rapide. La chaîne opère dans 350 restaurants en Allemagne et en Autriche.

### Chick&Cheez (depuis 2021)
Son premier restaurant ouvert le 14 juillet 2021 à Liège, Chick&Cheez est une nouvelle enseigne de restauration rapide spécialisée dans le poulet frit. La marque espère ouvrir jusqu'à 38 restaurants en Belgique d'ici 2024.

### G La Dalle (depuis 2024)
Ouvert en 2014 à Nanterre, la franchise G La Dalle atteint 80 restaurants en 2019. Elle prévoyait l'ouverture d'une centaine de restaurants après le rachat par QSRP.